# Regione di Antofagasta
Antofagasta è una regione del Cile, situata nella parte settentrionale del paese. Il capoluogo è la città di Antofagasta.
Confina a nord con la regione di Tarapacá, a est con la Bolivia e l'Argentina, a sud con la regione di Atacama; a ovest si affaccia sull'Oceano Pacifico. Si collega con l'Argentina attraverso il Passo di Sico.

## Geografia fisica
La regione di Antofagasta presenta caratteristiche simili a quelle della vicina Tarapacá, le pianure costiere sono un po' più ampie e si estendono decisamente nell'area della penisola di Mejillones, sono delimitate a oriente dalla Cordillera della Costa, un'area montuosa nella quale si trovano rilievi che raggiungono i 2.000 m di quota, culminanti nel Cerro Vicuña Mackenna (3.114 m), punto più elevato dell'intera cordigliera.
In questa regione si trova anche il Cerro Paranal, sul quale si trova il più grande osservatorio astronomico del mondo, l'Osservatorio del Paranal, amministrato dallo European Southern Observatory (ESO). La depressione intermedia situata ad est della Cordigliera della Costa cede il passo al deserto di Atacama. A sud est è delimitata dalle pendici della Cordigliera Domeyko, un ramo occidentale della Cordigliera delle Ande che raggiunge i 4.114 m con il Cerro Quimal.
Tra la cordigliera Domeyko e quella della Ande si trova un altopiano dal quale si diparte la cordigliera de la Sal, un ramo di quella di Domeyko nell'altopiano si trovano il Salar de Atacama e le sorgenti del río Loa, il principale fiume del Cile (lungo 440 km) e l'unico corso d'acqua che attraversa le pianure dell'Atacama. Nella parte più occidentale della regione si trova la Cordigliera delle Ande con numerosi vulcani i principali tra i quali sono il vulcano Ollagüe (5.865), il Linzor (5.555) e il Licancabur (5.916). Tra le manifestazioni dell'attività geotermica della regione vi sono i geyser di Tatio. L'estremo orientale della regione è caratterizzato dalla Puna di Atacama, un altopiano situato al confine con Bolivia e Argentina

## Storia
Prima della Guerra del Pacifico (1879) Antofagasta era una provincia della Bolivia. Fu occupata dalle truppe del Cile il 14 febbraio 1879 e dopo la Battaglia di Topater (il 23 febbraio dello stesso anno) fu annessa al Cile. Il trattato ufficiale di annessione fu però firmato solo nel 1904.

## Economia
L'attività economica prevalente è quella mineraria che rappresenta circa il 65% del prodotto interno lordo della regione. Dalla fondazione della Codelco (Corporacion Nacional del Cobre de Chile) è drasticamente aumentata l'estrazione del rame, nella regione di Antofagasta si trovano le principali miniere del paese fra le quali il giacimento di Chuquicamata, la più grande miniera a cielo aperto del pianeta. Fra gli altri minerali estratti vi sono l'argento, il molibdeno, oro, litio, ferro, carbonato di calcio, iodio e quarzo.
Negli ultimi anni ha avuto una crescita considerevole il settore turistico, tra le mete più visitate vi sono San Pedro de Atacama e i suoi dintorni. Nella regione si trova il Parque Nacional Llullaillaco.

## Geografia antropica

### Suddivisioni amministrative
| Provincia   | Capoluogo   | Comune                 |
| ----------- | ----------- | ---------------------- |
| Antofagasta | Antofagasta | 1 Antofagasta          |
| Antofagasta | Antofagasta | 2 Mejillones           |
| Antofagasta | Antofagasta | 3 Sierra Gorda         |
| Antofagasta | Antofagasta | 4 Taltal               |
| El Loa      | Calama      | 5 Calama               |
| El Loa      | Calama      | 6 Ollagüe              |
| El Loa      | Calama      | 7 San Pedro de Atacama |
| Tocopilla   | Tocopilla   | 8 María Elena          |
| Tocopilla   | Tocopilla   | 9 Tocopilla            |